# Канальний ядерний реактор

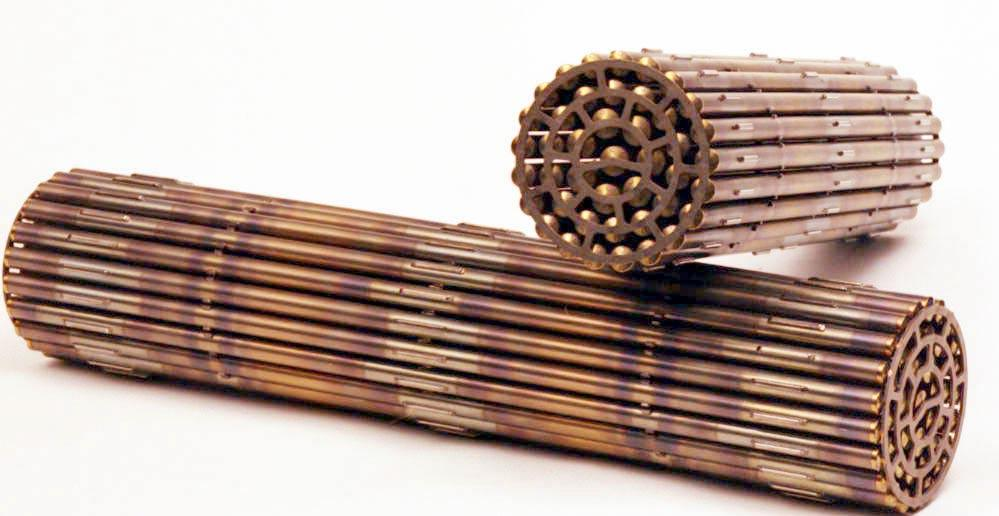
Паливні збірки канального реактора CANDU.

Канальний ядерний реактор — це спеціальна конструкція ядерного реактора, в якій тепловидільні елементи розташовані не в загальному великому герметичному корпусі реактора, а окремо у стійких до тиску трубах. Теплоносій тече через напірні трубки. Однак теплоносій не є водночас сповільнювачем, а сповільнювач (у твердій або рідкої формі) оточує напірні трубки зовні. Канальні реактори для використання в атомних електростанціях можуть працювати за принципом киплячого реактора, де пара для турбіни виробляється безпосередньо в напірних трубках, тобто в активній зоні реактора, або за принципом водно-водяного ядерного реактора з парогенератором і окремим водно-паровим циклом.
Найвідомішими типами канальних реакторів для атомних електростанцій є російський реактор РБМК і канадський реактор CANDU. У реакторі РБМК легка вода використовується як теплоносій, а графіт як сповільнювач. У реакторі CANDU важка вода служить і як сповільнювач, і як теплоносій. Однак контур охолодження знаходиться під високим тиском і відокремлений від бака сповільнювача. Менш відомим є МКЕР, наступник РБМК з покращеними функціями безпеки. Інший тип був випробуваний на німецькій Нідерайхбахській АЕС. Тут теплоносієм служив газоподібний вуглекислий газ (CO2), а сповільнювачем — важка вода.
Військові реактори АДЕ, які використовувалися в Радянському Союзі для виробництва збройового плутонію, також були канальними водно-водяними реакторами.

## Паливні елементи
Тепловидільні збірки у канальному реакторі є пучками паралельних тепловидільних елементів. Однак за формою трубки поперечний переріз тепловидільної збірки є круглим. Конструктивні особливості тепловидільної збірки CANDU обумовлені тим, що вона використовується не у вертикальному, а в горизонтальному положенні.

## Переваги
Канальні реактори мають ряд технічних та економічних переваг:
- Окремі напірні трубки легше виготовити, ніж великий корпус корпусного реактора, призначений для роботи під тиском.
- Реактори можна будувати легше з різними розмірами виходу, оскільки кількість труб (і, отже, вихід) можна адаптувати до відповідних потреб без великих технічних зусиль.
- Окремі тепловидільні елементи можна змінювати під час поточної роботи (генерування електроенергії). Регулярні, більш тривалі простої для заміни палива, звичайні для водно-водяного реактора і киплячого реактора, усуваються. Тому реактор не потрібно завантажувати великим надлишком палива; це покращує захист від інцидентів критичності.
- Потужність реактора можна встановити на різні значення, вмикаючи або вимикаючи групи напірних трубок (у випадку РБМК і МКЕР також окремі напірні трубки).

## Недоліки та ризики
Недоліками з точки зору безпеки є:
- Робочі параметри повинні бути зчитані та перевірені для сотень напірних трубок. Тому контроль і моніторинг реактора є більш складним і схильним до відмови. Це має бути компенсовано відповідними зусиллями в технології керування.
- У разі аварії зі втратою теплоносія[en], сповільнювач не виходить з ладу автоматично, тому реактивність не обов'язково зменшується. У випадку використангня легкої води в якості теплоносія, як і у випадку з РБМК, вона навіть збільшується, оскільки нейтронопоглинальний ефект теплоносія відсутній; тому коефіцієнт втрати охолоджуючої рідини є позитивним. Це може викликати швидке підвищення продуктивності. У аварії на Чорнобильській АЕС ця властивість реактора РБМК значною мірою сприяла швидкому виникненню надкритичності із займанням графіту та подальшими катастрофічними наслідками.
- Постійне фреттингове зношування збірок у процесі термічної та накопиченої іонізаційної деформації, що не несе експлуатаційної небезпеки саме по собі, але допускає пошкодження збірок при попаданні в теплообмінне середовище великодисперсної фракції (внаслідок чого виникають можливість розгерметизації ТВЕЛів, вилучення значно пошкоджених збірок).[2]

## Ризик розповсюдження ядерної зброї
Можливість заміни окремих паливних елементів під час поточної енергетичної експлуатації дозволяє отримувати збройовий плутоній одночасно з виробництвом електроенергії. Тому експорт таких реакторів становить більший ризик з точки зору розповсюдження ядерної зброї, ніж корпусних реакторів, які доводиться зупиняти та відкривати в цілому для кожної зміни палива.